# Бобрикский сельский совет (Полтавская область)
Бобрикский сельский совет (укр. Бобрицька сільська рада) — входит в состав
Гадячского района
Полтавской области
Украины.
Административный центр сельского совета находится в 
с. Бобрик.

## История
- 1919 — дата образования.

## Населённые пункты совета
- с. Бобрик
- с. Педоричи